# 军民两用
军民两用是指既可用于民用又可用于军事用途的货物、软件和技术, 例如全球定位系统、無人機。  冷战结束后，許多军事技术開始向民用工业领域。